# João Figueiredo
João Batista de Oliveira Figueiredo GColSE • GCC • GCA • GCIH (Rio de Janeiro, 15 de janeiro de 1918 – Rio de Janeiro, 24 de dezembro de 1999) foi um militar e político brasileiro. Foi o 30.º Presidente do Brasil, de 1979 a 1985, e o último presidente do período da ditadura militar.
Nascido na Rua Sá Freire, no bairro imperial de São Cristóvão, no Rio de Janeiro, era filho do general Euclides Figueiredo, comandante da Revolução Constitucionalista de 1932. Figueiredo estudou no Colégio Militar de Porto Alegre, na Escola Militar de Realengo, na Escola de Comando e Estado-Maior do Exército e na Escola Superior de Guerra. Ingressou na carreira política ao ser nomeado Secretário Geral do Conselho de Segurança Nacional do governo do Presidente Jânio Quadros e, em 1964, foi integrante do movimento que culminou com o Golpe militar de 1964, que depôs o então presidente João Goulart e deu início à ditadura militar no país. Comandou e chefiou várias companhias militares durante os primórdios da Ditadura Militar, como a agência do Serviço Nacional de Informações (SNI) no estado do Rio de Janeiro de 1964 a 1966, exerceu o comando da Força Pública de São Paulo de 1966 a 1967, do 1.º Regimento de Cavalaria de Guardas de 1967 a 1969 e foi Chefe do Estado-Maior do III Exército em 1969.
Indicado por seu antecessor Ernesto Geisel, concorreu à presidência da República na eleição de 1978 pelo Aliança Renovadora Nacional (ARENA), na chapa com Aureliano Chaves para vice-presidente. Os adversários de Figueiredo eram o general Euler Bentes Monteiro para presidente, com Paulo Brossard para vice-presidente, ambos do Movimento Democrático Brasileiro (MDB). Com 355 votos (61,1%) contra 226 dados a Monteiro (38,9%), foi eleito pelo Colégio eleitoral. Em sua posse, pronunciou a famosa frase em que dizia que faria "deste país uma democracia".
O mandato foi marcado pela continuação da abertura política iniciada no governo Geisel. Pouco tempo depois de assumir o cargo, houve uma concessão de anistia "ampla, geral e irrestrita" aos políticos cassados com base em atos institucionais. Em 1980, extinguiu-se o bipartidarismo instaurado. A partir deste fato, foi criado o Partido do Movimento Democrático Brasileiro (PMDB) como sucessor do MDB, e o Partido Democrático Social (PDS) como sucessor do ARENA, além de outros novos partidos. Figueiredo, assim, virou filiado ao PDS. A 22 de Setembro de 1981 foi agraciado com o Grande-Colar da Ordem Militar de Sant’Iago da Espada de Portugal. Em 1982, engendrou-se uma reforma eleitoral para assegurar a maioria nas eleições de 1982, nas quais se defrontariam os governistas do PDS e quatro legendas de oposição. Contudo, durante o seu governo ocorreram vários atentados terroristas, atribuídos a setores da direita e militares da linha dura. A gestão ficou marcada pela grave crise econômica que assolou o mundo, com as altas taxas de juros internacionais, pelo segundo choque do petróleo em 1979, a disparada da inflação, que passou de 45% ao ano para 230% ao longo de seis anos, e com a dívida externa crescente no Brasil, que, pela primeira vez, rompeu a marca dos 100 bilhões de dólares, o que levou o governo a recorrer ao Fundo Monetário Internacional (FMI) em 1982. Neste ano, houve a criação do Estado de Rondônia. No ano seguinte, iniciaram-se as campanhas das Diretas Já, que acabaram rejeitadas no Congresso Nacional. Entretanto, o governo Figueiredo permitiu a eleição presidencial indireta, que decretaria o fim do Regime Militar.
Os seis anos do seu mandato registraram crescimento de 13,93% do PIB (média de 2,34%), porém com redução de -23.2% do PIB per capita e -18,3% da renda média domiciliar, observada a R$ 625 deflacionado de 1979, de acordo com dados da PNAD, pelo IPEA. Figueiredo assumiu com a inflação em 40,81% e entregou a 215,27%. Foi sucedido pelo Governo Sarney (1985 -1990) que entregou a inflação a 1972,91%.
Segundo documentos da CIA, João Figueiredo apoiou a continuidade de execuções sumárias de dissidentes políticos, em desacordo com as normas legais e constitucionais, bem como princípios de direitos humanos.

## Início
João Batista de Oliveira Figueiredo nasceu no Rio de Janeiro, então Distrito Federal, no dia 15 de janeiro de 1918, filho de Euclides de Oliveira Figueiredo e de Valentina Silva de Oliveira Figueiredo, sendo o terceiro dentre seis irmãos.

João Figueiredo, 1972. Arquivo Nacional

João Figueiredo iniciou a carreira militar aos onze anos, obtendo o primeiro lugar no concurso para o Colégio Militar de Porto Alegre transferindo-se a seguir para o Colégio Militar do Rio de Janeiro. Ingressou, por fim, na Escola Militar do Realengo onde optou pela Cavalaria. Aos quarenta anos, trabalhou ao lado de Golbery do Couto e Silva no Estado-Maior do Exército e durante o curto governo de Jânio Quadros chefiou o Serviço Federal de Informações e foi secretário-geral do Conselho de Segurança Nacional.
Estava na Escola de Comando e Estado-Maior do Exército durante o golpe de 1964 e forneceu os oficiais que participaram da tomada do QG da Artilharia de Costa, em Copacabana. Iniciado o Regime Militar de 1964, foi lotado na agência fluminense do Serviço Nacional de Informações. Em 1969 foi promovido a general de brigada e comandou o Estado-Maior do III Exército pouco antes de ser nomeado chefe do Gabinete Militar no governo Emílio Garrastazu Médici (1969-1974). Com a posse de Ernesto Geisel, foi nomeado ministro-chefe do SNI, cargo do qual se afastou para se candidatar a Presidência da República.
Seu avô e homônimo, João Batista de Oliveira Figueiredo, foi servidor do Tesouro Nacional e atuou na Guerra do Paraguai, quando ajudou a organizar o primeiro serviço de intendência do Exército Brasileiro.
Seu pai, o general Euclides de Oliveira Figueiredo, era opositor de Getúlio Vargas desde a Revolução de 1930, tendo sido um dos mentores e líderes da Revolução Constitucionalista de 1932. Com o fim desse conflito, seu pai foi preso e posteriormente exilado com sua família em Portugal e depois na Argentina, até 1934 quando obteve a anistia. Porém, foi novamente preso em 1938 com o Estado Novo. Anos depois, com o fim do Estado Novo, seu pai foi eleito deputado federal e atuou na Constituinte de 1946 na legenda da União Democrática Nacional (UDN).
Outros dois irmãos de João Figueiredo seguiram igualmente a carreira militar e também atingiram o posto de general de exército: Euclydes de Oliveira Figueiredo Filho, que comandou a 1.ª Divisão de Exército e Diogo de Oliveira Figueiredo, comandante da Escola de Comando e Estado-Maior do Exército. Outro notório irmão foi o escritor premiado Guilherme Figueiredo.
Foi casado com Dulce Maria de Guimarães Castro de 1942 até seu falecimento, com quem teve dois filhos: Paulo Renato de Oliveira Figueiredo e João Batista Figueiredo Filho.
A 27 de Julho de 1972 foi agraciado com a Grã-Cruz da Ordem Militar de Avis de Portugal e a 26 de Julho de 1973 com a Grã-Cruz da Ordem Militar de Cristo de Portugal.

## Presidência da República

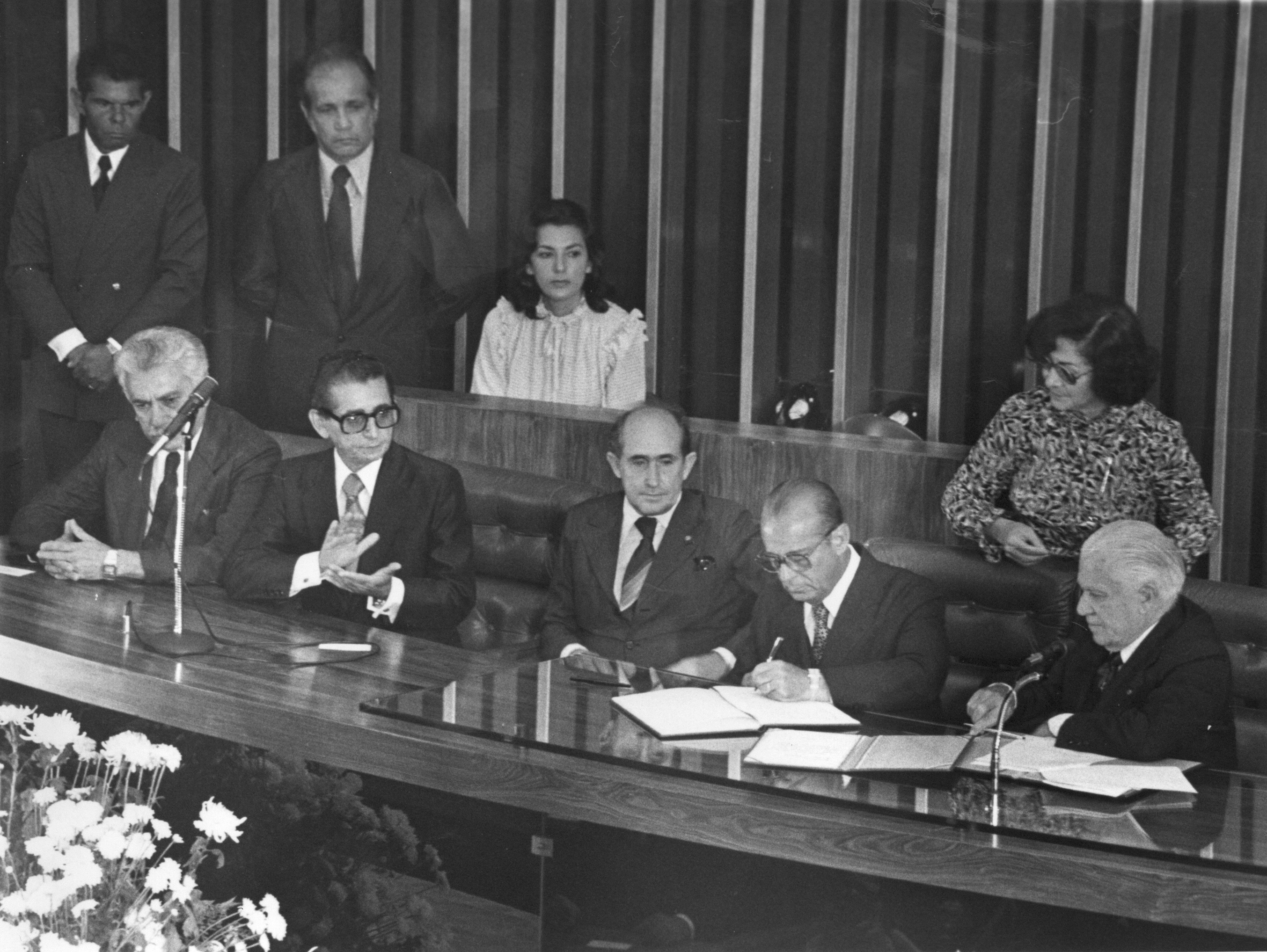
Posse do presidente João Figueiredo em 15 de março de 1979, em sessão conjunta do Congresso Nacional.

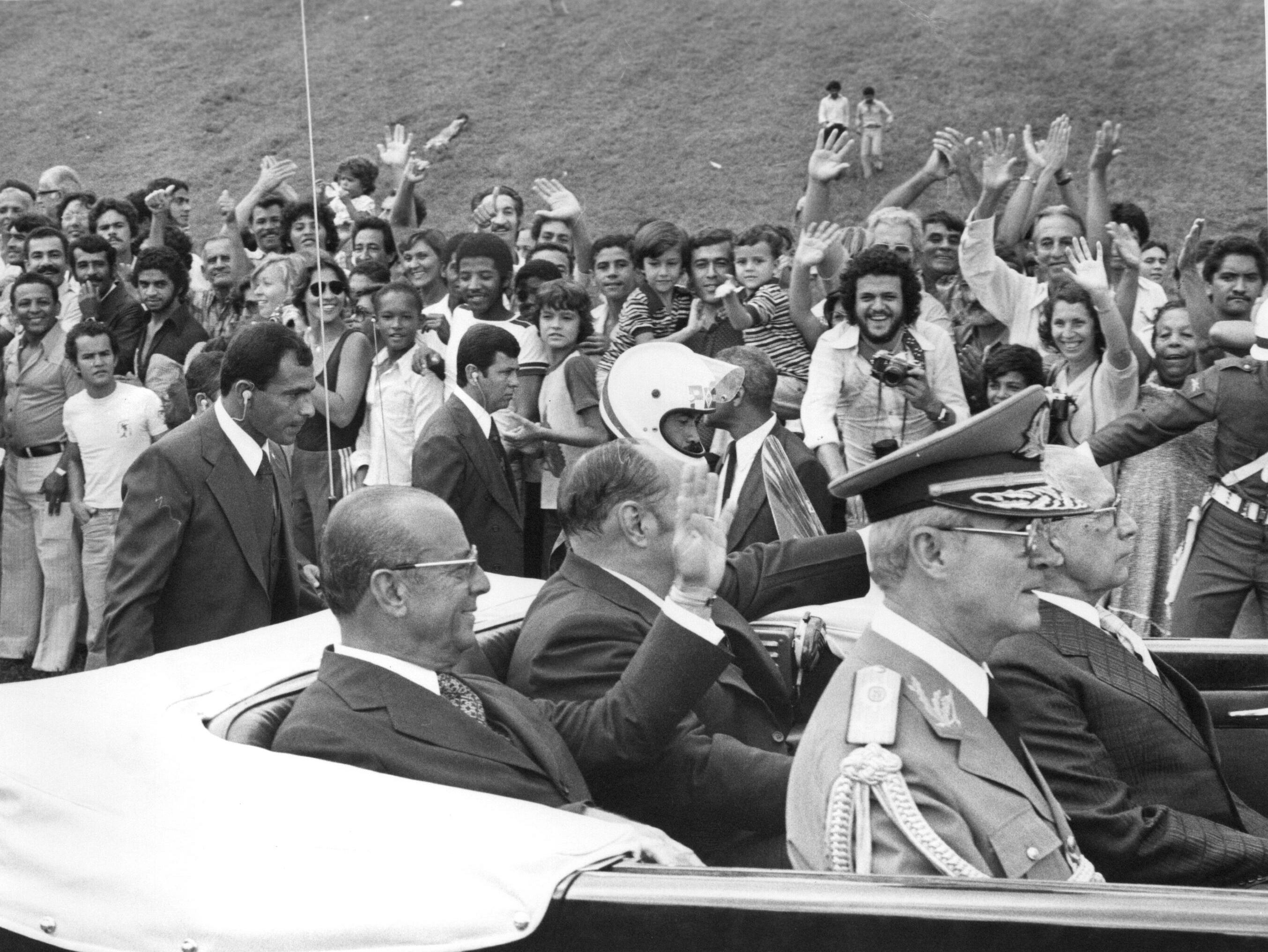
Presidente da República João Figueiredo no clássico desfile no Rolls-Royce ao lado de Aureliano Chaves, seu vice

Apontado por Ernesto Geisel como seu sucessor em 31 de dezembro de 1977, Figueiredo foi eleito Presidente da República pelo Colégio Eleitoral em 15 de outubro de 1978 como candidato da ARENA pelo escore de 355 votos contra 266 dados ao general Euler Bentes Monteiro do MDB. Vitorioso, prometeu a "mão estendida em conciliação" jurando fazer "deste país uma democracia". A 28 de dezembro desse mesmo ano, foi condecorado com a Grã-Cruz da Ordem do Infante D. Henrique de Portugal.
No plano político concedeu anistia ampla geral e irrestrita aos políticos cassados com base em atos institucionais, permitindo o retorno ao Brasil dos exilados pelo Regime Militar. Logo após extinguiu o bipartidarismo e engendrou uma reforma eleitoral para assegurar à situação maioria nas eleições de 1982 onde se defrontariam os governistas do PDS e quatro legendas de oposição. Apurados os votos os adversários do regime obtiveram dez governos estaduais sendo nove do PMDB e um do PDT num equilíbrio inédito de forças desde 1965.
Sua base conquistou doze governos estaduais e elegeu a maior bancada no Senado Federal e na Câmara dos Deputados e conseguiu o maior número de prefeitos e vereadores. Na época, a legislação vigente proibia coligações partidárias (forçando a incorporação do PP ao PMDB), exigia o voto vinculado (o eleitor só poderia votar em candidatos de um mesmo partido) e as sublegendas (nas eleições para senador e prefeito cada partido poderia lançar até três nomes). Ademais, os eleitores das capitais dos Estados e municípios considerados áreas de segurança nacional e estâncias hidrominerais não puderam eleger seus prefeitos, o que só ocorreria em 1985. Também os eleitores de Rondônia ficaram privados de eleger seu governador pelo voto direto, situação remediada apenas em 1986.

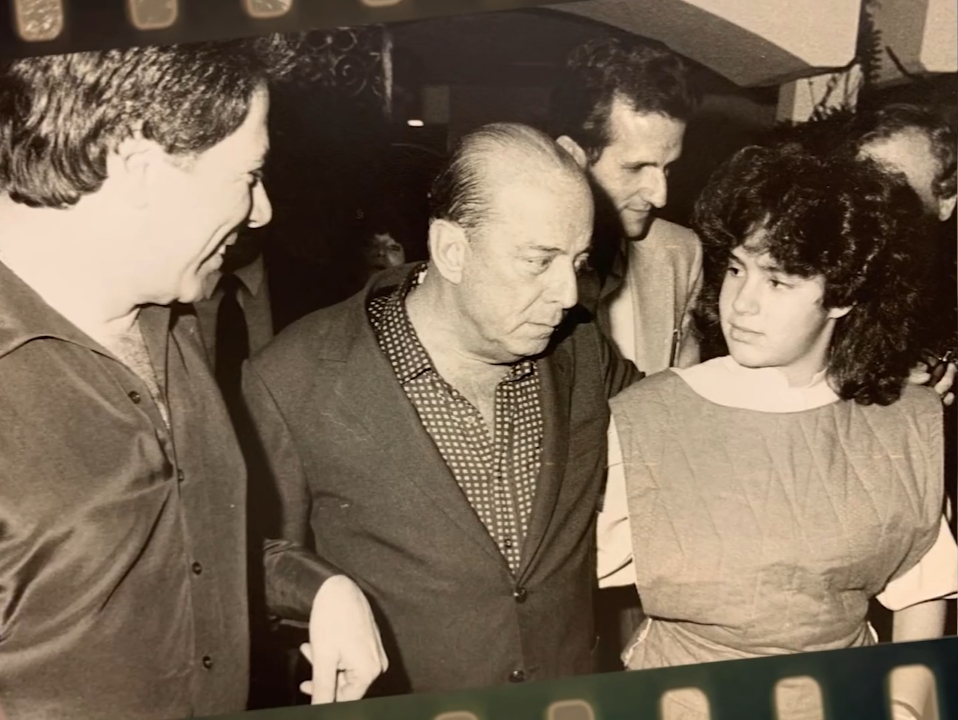
Figueiredo junto a Silvio Santos e Silvia Abravanel.

Após as eleições, o governo ensaiou em maio de 1983 uma tênue aliança com os parlamentares do PTB para reaver a maioria na Câmara; entretanto uma série de fissuras na bancada governista fez com que o Congresso Nacional rejeitasse em outubro o decreto 2.045 numa atitude inédita desde o início do regime militar. No mês seguinte, o PT realizou em São Paulo a primeira manifestação em favor das eleições diretas para presidente. No início do ano seguinte houve em todo o país uma intensa mobilização popular em favor do tema num movimento denominado Diretas Já.

### Os atentados e a abertura
Durante o seu governo ocorreram vários atentados, atribuídos a setores da direita e militares da linha dura. Em janeiro de 1980, ocorre uma onda de ataques e, nos meses seguintes, são registrados 25 atentados, sem vítimas, em sua maioria explosões de bombas em bancas de jornais que vendiam periódicos de esquerda, da chamada imprensa alternativa. A situação se agravou com a detonação, em 27 e 28 de agosto, de cartas-bombas enviadas ao vereador do Rio de Janeiro Antônio Carlos de Carvalho, do PMDB, e a Eduardo Seabra Fagundes, presidente da Ordem dos Advogados do Brasil (OAB). Em consequência desses atentados, o jornalista José Ribamar de Freitas, chefe de gabinete do vereador, ficou gravemente ferido e dona Lida Monteiro da Silva, secretária da OAB, faleceu. Imediatamente, os presidentes de todos os partidos reuniram-se no Congresso para manifestar solidariedade à luta contra o terrorismo.

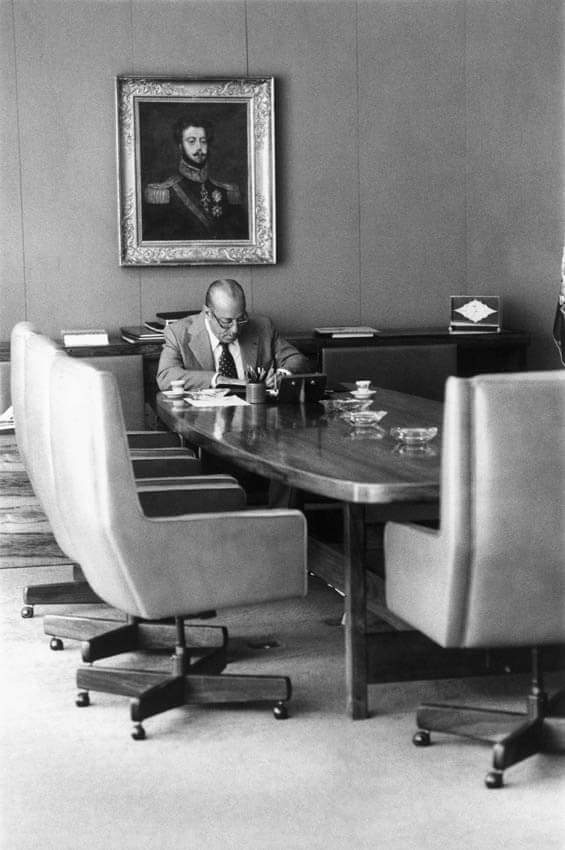
Figueiredo despacha de sua sala de reuniões. Ao fundo, o quadro de Dom Pedro I.

O mais notório atentado, porém, aconteceu no Riocentro, na Barra da Tijuca, Rio de Janeiro, na noite de 30 de abril de 1981, quando duas bombas explodiram durante um show de música popular promovido pelo Centro Brasil Democrático (Cebrade), em comemoração ao Dia do Trabalho. No local, havia cerca de 20 mil pessoas, a maioria composta por jovens. Não se sabe se por acidente ou imperícia, uma das explosões ocorreu em um carro particular que manobrava no estacionamento, matando um dos ocupantes, o sargento Guilherme Pereira do Rosário, e ferindo gravemente o motorista, capitão Wilson Luís Chaves Machado, ambos do DOI-CODI do I Exército. A imprensa e a opinião pública se convenceram de que as vítimas eram os próprios terroristas, mas o general Gentil Marcondes, comandante do I Exército, divulgou a versão de que ambos cumpriam "missão de rotina" e determinou que o sepultamento do sargento fosse com honras militares.
O atentado provocou uma crise política, que acabou sendo solucionada à base de mútuas concessões. Não houve punição ostensiva aos militares integrantes da "linha dura" e o I Exército pôde fazer seu próprio inquérito, "concluindo" que os dois militares haviam sido "vítimas de uma armadilha ardilosamente colocada no carro do capitão". O governo negou conhecimento da operação no Riocentro, mas, em compensação, não ocorreu a partir daí nenhum outro atentado terrorista significativo. Tal solução, entretanto, não agradou a todos os membros do governo. Em 6 de agosto, em decorrência da não punição dos autores do atentado, o general Golbery do Couto e Silva, tido como o principal articulador do processo de distensão política, pediu demissão da chefia do Gabinete Civil, cargo que ocupava desde o início do governo Geisel, alegando "divergências irreconciliáveis".
O presidente Figueiredo atribuía os atentados aos "bolsões radicais porém sinceros", ou seja, militares linha-dura que não queriam que a abertura política de Figueiredo prosperasse, por medo de revanchismo, caso a oposição chegasse ao poder.

### Economia
Como presidente, discursou na Assembleia Geral da Organização das Nações Unidas, criticando os altos juros impostos pelos países desenvolvidos.
A gestão ficou marcada pela grave crise econômica que assolou o Brasil e o mundo, com as altas taxas de juros internacionais, pelo segundo choque do petróleo em 1979, a disparada da inflação que passou de 45% ao ano para 230% ao longo de seis anos, e com a dívida externa crescente no Brasil que pela primeira vez rompeu a marca dos 100 bilhões de dólares, o que levou o governo a recorrer ao Fundo Monetário Internacional em 1982.
No entanto, em seu último ano de governo, o país havia conseguido sair da recessão e o Produto Interno Bruto (PIB) atingido um crescimento superior a 7%. As contas externas também encontraram relativo equilíbrio ao final de seu governo, com uma explosão das exportações e aumento da independência nacional do mercado externo, especialmente na área do petróleo.[carece de fontes?]
Implementou, também, o programa de incentivo à agricultura, que tinha como slogan "Plante que o João garante". Esse programa foi criado por Antônio Delfim Netto, então Ministro do Planejamento, e seu vice José Flávio Pécora. Muitos pequenos agricultores   quebraram por causa dos incentivos, que visavam modernizar a agricultura brasileira.[carece de fontes?]
A agricultura, porém, foi realmente modernizada, e o programa é grande responsável pelo Brasil, atualmente, ser um dos maiores e melhores exportadores agrícolas do mundo. O preço do feijão, do arroz e de outros alimentos básicos, baixou consideravelmente. Antes, estes eram considerados muito caros para a população mais pobre.[carece de fontes?]
Aconteceu em 1981 uma grande seca no Nordeste do Brasil, acontecendo saques a armazéns pelos flagelados, e foram criadas frentes de trabalho para gerar renda para as vítimas da seca.
Também foi autor do maior programa de habitação da história do Brasil, construindo quase 3 milhões de casas populares - mais do que a soma de toda a história do BNH (Banco Nacional de Habitação, que posteriormente foi incorporado à caixa econômica) implantada pelo então Ministro do Interior Mario Andreazza.[carece de fontes?]
Em 22 de setembro de 1981, foi agraciado com o Grande-Colar da Ordem Militar de Sant'Iago da Espada de Portugal. Em 2 de julho de 1991, foi agraciado com a Grã-Cruz da Ordem do Infante D. Henrique de Portugal.

### Meio ambiente
Em 1981, o Brasil iniciou seu processo de regulamentação das normas ambientais com a Lei da Política nacional do Meio Ambiente e acriação do Sistema Nacional do Meio Ambiente (SISNAMA). As ações foram cruciais desenvolvimento do direito ambiental no país.

### Sucessão presidencial
Em mensagem de fim de ano transmitida por cadeia nacional de rádio e televisão ao final de 1983, Figueiredo comunicou sua renúncia ao posto de coordenador da sucessão presidencial devolvendo tal prerrogativa ao PDS. Saudada como uma vitória pelos defensores de uma candidatura civil, tal atitude evidenciava, na verdade, a ausência de consenso nas fileiras partidárias quanto ao nome a ser escolhido dada a profusão de nomes tanto de origem militar (Costa Cavalcanti, Otávio Medeiros, Mário Andreazza) quanto civil (Paulo Maluf, Aureliano Chaves, Marco Maciel, Hélio Beltrão). Paralelo à efervescência de nomes no campo governista, a oposição preferiu se empenhar pelo retorno das eleições diretas para presidente na campanha das Diretas Já.

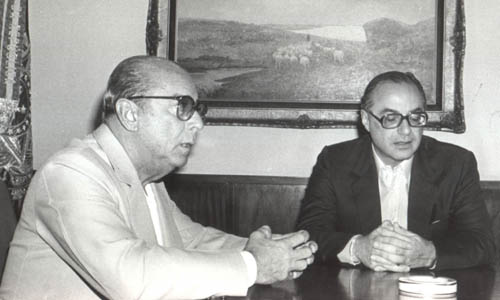
Figueiredo e Paulo Maluf.

Contudo, a ação política do governo então presidido por Figueiredo foi eficiente: impediu, por falta de quórum, a aprovação da emenda de Dante de Oliveira, que propunha o retorno das eleições diretas do presidente da república, na Câmara dos Deputados. Isto impediu a apreciação da emenda pelo Senado Federal.  Embora tivesse sido apoiada por 298 votos favoráveis e apenas 25 contrários, a ausência de 112 parlamentares na seção impediu que se chegassem aos dois terços de votos válidos para a continuidade da proposição. A oposição, compelida a se readaptar ao novo cenário político, logo articulou a candidatura do governador mineiro Tancredo Neves à sucessão de João Figueiredo. O seu companheiro de chapa foi o senador José Sarney, que havia se filiado ao PMDB em agosto de 1984 como egresso da Frente Liberal, um grupo de dissidentes do PDS que cerrou fileiras ao lado dos antigos rivais políticos, em especial, após a derrota de Andreazza na convenção nacional do partido que escolheu Paulo Maluf como candidato presidencial do governo.

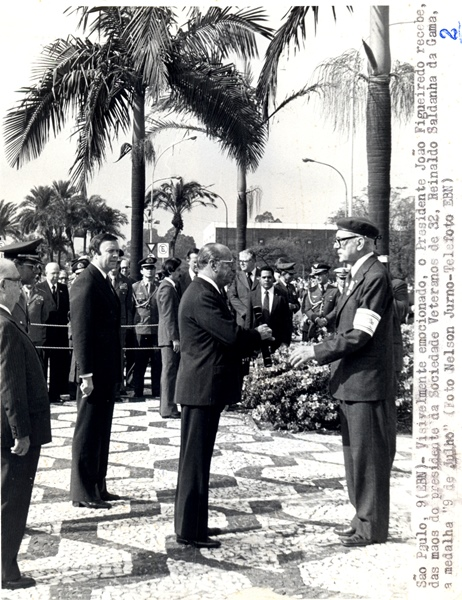
Figueiredo recebe de Reinaldo Saldanha da Gama a "Medalha 9 de julho" nas comemorações dos 50 anos da Revolução de 1932.

Apoiado em um espectro político que agregava tanto oposicionistas de primeira hora como uma crescente leva de dissidentes e mesmo o apoio dos proscritos partidos comunistas, Tancredo Neves se apresentou como candidato em comícios realizados pelo país e terminou por ser eleito Presidente da República em 15 de janeiro de 1985 por 480 votos, contra 180 dados a Paulo Maluf e 26 abstenções. O vitorioso, porém, não chegou a governar pois foi internado na véspera da posse devido a um problema de saúde que o obrigou a se submeter a sete cirurgias, porém, a despeito das tratativas, Tancredo Neves faleceu em 21 de abril daquele ano.
Foi sucedido na presidência por José Sarney (seu antigo desafeto de partido), vice de Tancredo Neves, eleito indiretamente pelo Congresso Nacional que, embora fosse candidato da oposição, havia recebido apoio até do ex-presidente Ernesto Geisel, com quem se encontrara três vezes.
Figueiredo recusou-se entregar sua faixa presidencial a Sarney na cerimônia de posse em 15 de março de 1985 após ter sido alertado pelo ministro-chefe do Gabinete Civil da presidência da república, Leitão de Abreu, de que Sarney entraria como substituto de Tancredo Neves e não como sucessor de Figueiredo.
Figueiredo apoiou a candidatura de Paulo Maluf (PDS) e considerava indevida a posse de José Sarney, por ser vice de um presidente que não chegou a assumir o cargo. Figueiredo entendia que Sarney era um "impostor". Em outras ocasiões, a tradição de passar a faixa presidencial já havia sido rompida, tal como na saída de Castelo Branco para a posse de Costa e Silva.
Depois de seu governo, afastou-se definitivamente da vida política. Ficou célebre a sua "declaração de despedida", dada ao jornalista Alexandre Garcia para a extinta TV Manchete: "Bom, o povo, o povão que poderá me escutar, será talvez os 70% de brasileiros que estão apoiando o Tancredo. Então desejo que eles tenham razão, que o doutor Tancredo consiga fazer um bom governo para eles. E que me esqueçam".
Foi o presidente do ciclo do regime militar com maior tempo de mandato: seis anos, sendo também o quarto mandatário com mais tempo à frente da Presidência da República, atrás somente de Fernando Henrique Cardoso (oito anos), Luiz Inácio Lula da Silva (dez anos em 2024, podendo chegar a doze caso complete o terceiro mandato em 2026) e de Getúlio Vargas (dezoito anos).

### Alguns atos de governo

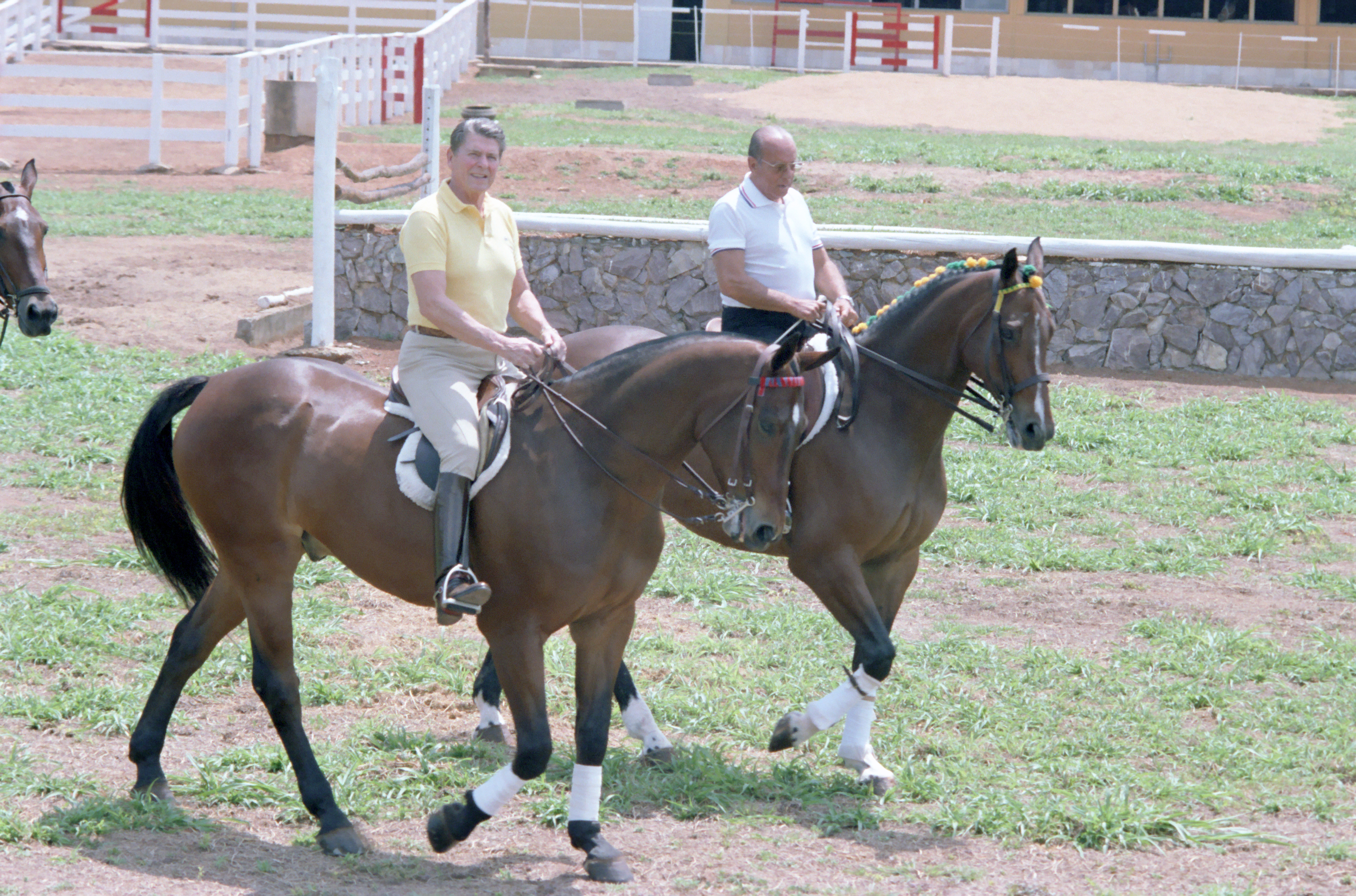
O então presidente dos Estados Unidos Ronald Reagan e Figueiredo em montaria a cavalo.

- Anistia aos punidos pelo AI-5 e perdão aos crimes de abuso de poder, tortura e assassinato cometidos por órgãos de segurança.
- Extinção do bipartidarismo, o que dividiu a oposição entre os novos partidos criados e manteve a união dos arenistas, agora no PDS, que garantiram dessa forma a presidência da Câmara.
- Garantiu o processo de abertura política, iniciado por Geisel, que resultou no fim do regime militar.
- Estabeleceu o reajuste semestral do salário.
- Criação do Projeto Grande Carajás.
- Criação do estado de Rondônia.
- Criação do Polonoroeste.
- Amplo programa de reforma agrária no norte do Brasil.
- Assinou a lei nº 7.116, de 23 de agosto de 1983, que assegura a validade nacional das Carteiras de Identidade.
- Criação da Companhia Brasileira de Trens Urbanos (CBTU), em 1984.

### Extinção da Rede Tupi
Em julho de 1980, Figueiredo assinou o decreto que extinguia a Rede Tupi, a primeira emissora de televisão da América Latina. Sete emissoras foram lacradas. As geradoras em São Paulo (TV Tupi São Paulo) e Rio de Janeiro (TV Tupi Rio de Janeiro) estavam com dívidas, bem como as emissoras de Belo Horizonte (TV Itacolomi), Fortaleza (TV Ceará), Porto Alegre (TV Piratini) e Belém (TV Marajoara). Apenas a TV Rádio Clube do Recife estava financeiramente saudável, mas também foi fechada, enquanto a TV Itapoan de Salvador, que também teve a concessão cassada, continuou no ar após um lobby político de Antônio Carlos Magalhães.

## Vida pós-presidência e morte
João Figueiredo viveu os seus últimos anos de vida em seu apartamento em São Conrado, na Zona Sul do Rio de Janeiro. Morreu em 24 de dezembro de 1999, vítima de insuficiências renal e cardíaca. Encontra-se sepultado no Cemitério do Caju no Rio de Janeiro.

## Condecorações
- Ordem Militar de Cristo (GCC)
- Ordem Militar de Avis (GCA)
- Ordem Militar de Sant'Iago da Espada (GColSE)
- Ordem do Infante D. Henrique (GCIH)

## Nota ortográfica
- ↑  A grafia original do nome do biografado, João Baptista de Oliveira Figueiredo, deve ser atualizada conforme a onomástica estabelecida a partir do Formulário Ortográfico de 1943, por seguir as mesmas regras dos substantivos comuns (Academia Brasileira de Letras – Formulário Ortográfico de 1943). Tal norma foi reafirmada pelos subsequentes Acordos Ortográficos da língua portuguesa (Acordo Ortográfico de 1945 e Acordo Ortográfico de 1990). A norma é optativa para nomes de pessoas em vida, a fim de evitar constrangimentos, mas após seu falecimento torna-se obrigatória para publicações, ainda que se possa utilizar a grafia arcaica no foro privado (Formulário Ortográfico de 1943, IX).